# Tricimba indistincta
Tricimba indistincta är en tvåvingeart som beskrevs av Cherian 1976. Tricimba indistincta ingår i släktet Tricimba och familjen fritflugor. Inga underarter finns listade i Catalogue of Life.